# Кристина Пизанска
Кристина Пизанска (фр. Christine de Pisan; Венеција, 1354 – Пуаси, 1430) била је списатељица и филозоф позног средњег века. Италијанског је порекла, живела је и радила на двору француских краљева: Шарла V, Шарла VI и Шарла VII. Она је претеча савременог феминизма, прва жена која је ауторитативно оспоравала мизогинију. Писала је поезију и прозу, укључујући биографије и књиге које садрже практичне савете за жене. За собом је оставила 41 дело за време тридесетогодишње каријере.
Кристина Пизанска је служила као дворски писац у средњовековној Француској након смрти свог мужа. Кристинини покровитељи били су војводе Луј I од Орлеана, Филип Смели од Бургундије и његов син Јован Неустрашиви. Њено дело се матра једним од најранијих феминистичких списа. Њен рад укључује романе, поезију и биографију, а такође је писала књижевне, историјске, филозофске, политичке и верске критике и анализе. Њена најпознатија дела су Књига о граду дама и Благо града дама, оба написана када је радила за Јована Неустрашивог из Бургундије. Њене књиге савета принцезама, принчевима и витезовима остале су у штампи до 16. века.

## Биографија
Кристина Пизанска је била кћерка италијанског научника Томаза Пизана. Рођена је у Венецији, али убрзо након тога њен отац је добио посао лекара, алхемичара и астролога на двору француског краља Шарла V. Отац је Кристину преставио краљу када је имала четири године и тада је почела да се школује, а могла је да користи краљевску библиотеку, у оно време једну од најбољих у Европи. Од малих ногу, Кристина се интересовала за језике и књижевност, а имала је прилике да се врло добро упозна са делима Алигијерија, Петрарке и Бокача.
Са 15 година, 1380, се удала за секретара краља Шарла V, али је већ после десет година, са непуних 25, је остала удовица са троје мале деце. Пар година раније, умро је и њен отац, па с те стране није могла добити издржавање. Како би прехранила себе и своју породицу, почела је да пише. У почетку је писала песме по наруџбини, углавном за чланове краљевске породице. Следећих тридесет година пише и то од 1399. до 1429, створивши 41 дело.
Она је прва жена у историји за коју се са сигурношћу може рећи да је била списатељица по професији Такође, остаће упамћена по томе да се међу првима залагала за побољшање положаја жена у друштву.

## Књижевна каријера
Да би издржавала себе и своју породицу, Кристина је постала дворски писац. До 1393, она је писала љубавне баладе, које су привукле пажњу богатих покровитеља на двору. Кристина је постала плодан писац. Њено учешће у продукцији својих књига и њено вешто коришћење покровитељства у турбулентним политичким временима донели су јој титулу прве професионалне књижевнице у Европи. Иако Млечанка по рођењу, Кристина је изражавала ватрени национализам према Француској. Афективно и финансијски се везала за француску краљевску породицу, донирајући или посвећујући своје ране баладе њеним члановима, укључујући Изабелу Баварску, Луј I, војводу од Орлеана, и Марију од Берија. Године 1402. описала је краљицу Изабелу као „Високу, изврсну крунисану краљицу Француске, веома вредну поштовања принцезу, моћну даму, рођену у срећном часу”.
Француском је владао Шарл VI који је доживео низ менталних сломова, што је изазвало кризу вођства за француску монархију. Често је био одсутан са двора и на крају је могао да доноси одлуке само уз одобрење краљевског већа. Краљица Изабела је номинално била задужена за управљање када је њен муж био одсутан са двора, али није могла да разреши свађу између чланова краљевске породице. У прошлости, Бланка од Кастиље је играла централну улогу у стабилности краљевског двора и деловала је као регент Француске. Кристина је објавила серију радова о врлинама жена, позивајући се на краљицу Бланку и посвећујући их краљици Изабели.
Кристина је веровала да су Француску основали потомци Тројанаца и да је њено управљање од стране краљевске породице било у складу са аристотеловским идеалом. Године 1400, Кристина је објавила L'Épistre de Othéa a Hector (Отеино писмо Хектору). Када је први пут објављена, књига је била посвећена Лују Орлеанском, брату Шарла VI, који је на двору виђен као потенцијални регент Француске. У L'Épistre de Othéa a Hector богиња мудрости Отеа подучава Хектора од Троје у државном управљању и политичким врлинама. Кристина је произвела богато илустрована луксузна издања тог дела 1400. године. Између 1408. и 1415. године Кристина је издала нова издања књиге. Током своје каријере произвела је поново посвећена издања књиге са прилагођеним пролозима за покровитеље, укључујући издање за Филипа Смелог 1403. и издања за Жана од Берија и Хенрија IV од Енглеске 1404. године. Патронат се променио у касном средњем веку. Текстови су се и даље производили и циркулисали као непрекидни рукописи, али су све више били замењени укориченим кодексом. Чланови краљевске породице постали су покровитељи писаца наручивањем књига. Како су материјали постајали јефтинији, развијала се трговина књигама, те су писци и издавачи производили књиге за француско племство, које је могло приуштити оснивање сопствених библиотека. Кристина стога није имала ни једног покровитеља који ју је доследно финансијски подржавао, већ је била повезана са краљевским двором и различитим фракцијама краљевске породице – Бургундијом, Орлеаном и Бери – свака од којих је своје дворове. Током своје каријере Кристина је истовремено предузимала плаћене пројекте за појединачне покровитеље и потом објавила ове радове за ширење међу племством Француске.

## Најзначајнија дела
- Посланица богу Љубави (1399) - дело у 825 стихова
- Посланица Офеи Хектору (1399—1400)
- Рекла је ружа (1402)
- Књига 100 балада (1402)
- Пут дугог учења (1403)
- Књига о преносу богатства (1403)
- Чобаница (1403)
- Књига о манирима и добрим делима мудрог краља Шарла V (1404)
- Град жена (1405)
- Књига о три врлине образовања за даме (1405)
- Кристинина визија (1405)
- Књига о телу полиције (1407)
- Књига о миру (1413)
- Дитие о Јованки Орлеанки (1429)